# Bonhill
Bonhill ist eine Kleinstadt in der schottischen Council Area West Dunbartonshire. Sie liegt in der Agglomeration Vale of Leven am Ostufer des Leven gegenüber von Alexandria. Im Norden grenzt Balloch an, drei Kilometer südlich liegt Dumbarton.

## Geschichte
Der Parish Bonhill wurde erstmals im Jahre 1270 als Buthehille erwähnt. In den folgenden Jahrhunderten entwickelte sich die ländliche Gegend nur langsam. Bonhill ist die älteste Gemeinde im Vale of Leven, trotzdem verhältnismäßig jung. Seit Mitte des 17. Jahrhunderts nutzten Viehhändler die Furt im Leven zur Flussquerung. Zu Beginn des 18. Jahrhunderts entstand dort eine Kirche; ein Vorgängerbau der heutigen Gemeindekirche. Wie zahlreiche Gemeinden in der Umgebung entwickelte sich Bonhill mit der Textilindustrie. Die Dalmonach Works wurden dort 1786 gegründet. In den 1840er Jahren waren bereits vier Textilbetrieb in Bonhill ansässig. 1836 wurde ein Mautbrücke über Leven errichtet. Eine weitere Wachstumsphase erlebte die Stadt in den 1970er Jahren, als infolge der Übervölkerung von Glasgow Wohnraum im Umland geschaffen wurde. Im Jahre 2011 lebten 9356 Personen in Bonhill.

## Verkehr
Bonhill ist direkt an der A813 gelegen. Die am westlichen Clyde-Ufer verlaufende A82, die Glasgow über Fort William mit Inverness verbindet, schließt die Stadt an das Fernstraßennetz an. Ab Balloch führt die A811 bis Stirling. Mitte des 19. Jahrhunderts erhielt Alexandria einen eigenen Bahnhof, der auf der Caledonian and Dunbartonshire Junction Railway der North British Railway zwischen Bowling und Balloch bedient wurde. Heute halten dort die Züge der North Clyde Line, welche über Glasgow teils bis Edinburgh fahren. Bonhill selbst besitzt keinen Bahnhof. Der nächstgelegenen Flughafen ist der rund 15 km entfernte Flughafen Glasgow.

## Sehenswürdigkeiten
In Bonhill befinden sich zwei Denkmäler aus der höchsten schottischen Denkmalkategorie A. Das aus dem frühen 18. Jahrhundert stammende Herrenhaus Strathleven House wurde für William Cochrane, 3. Earl of Dundonald erbaut. Den Entwurf lieferte der bekannte Architekt James Smith. Bei dem zweiten Denkmal handelt es sich um den Taubenturm, der in der weitläufigen Parkanlage zu finden ist.  

## Persönlichkeiten
- John Pender (1816–1896), Politiker und Unternehmer
- Robert  Paton (1854–1905), Fußballspieler